# Saraso
Saraso (en euskera Saratsu) es una pedanía del municipio español de Condado de Treviño, en la provincia de Burgos, en la comunidad autónoma de Castilla y León.

## Geografía
En el corazón del enclave de Treviño, bañada por el río Saraso, en el valle del río Ayuda, afluente del Ebro por su margen derecha, junto a las localidades de Ogueta, Argote, Marauri y Pedruzo.
Dista 8 km de Treviño, la capital del municipio;  situándose a 19,5 km de Vitoria (pasando por San Vicentejo); a 23,5 km de Miranda de Ebro (por Berantevilla); a 45 km de Logroño (por Bernedo); y a 113 km de Burgos.

## Demografía
Evolución de la población
| Gráfica de evolución demográfica de Saraso entre 2000 y 2023       |
|                                                                    |
| Población de derecho (2000-2017) según el padrón municipal del INE |

## Historia
Antes de la creación de los ayuntamientos constitucionales estaba incluida en la Cuadrilla del Río Somayuda.
Así se describe a Saraso en el tomo XIII del Diccionario geográfico-estadístico-histórico de España y sus posesiones de Ultramar, obra impulsada por Pascual Madoz a mediados del siglo XIX:

Lugar en la provincia, audiencia territorial y capitanía general de Burgos (9 leguas), partido judicial de Miranda de Ebro (5), diócesis de Calahorra (16), ayuntamiento y condado de Treviño (1 ½); Situado en la falda del monte de su mismo nombre, con buena ventilación y clima frío, pero sano; las enfermedades comunes son catarros. Tiene 10 casas; escuela de instrucción primaria, dotada con 25 fanegas de trigo; una iglesia parroquial (San Andrés) aneja de la de Argote y servida por un beneficiado con la cura, de provisión del cabildo de esta última iglesia. El término confina N Aguillo; E Ogueta; S Argote, y O Pedruzo. El terreno es escabroso, de mediana calidad; hay un monte nuevo de robles y encinas; le fertiliza un riachuelo llamado Agrilo. Los caminos son locales. El correo se recibe de Treviño. Producciones: cereales, legumbres y patatas; cría ganado lanar, mular, cabrío y vacuno; caza de liebres, perdices y codornices. Población: 7 vecinos, 26 almas. Capital productivo: 8.000 reales. Imponible: 333.
Diccionario geográfico-estadístico-histórico de España y sus posesiones de Ultramar

## Patrimonio artístico y natural

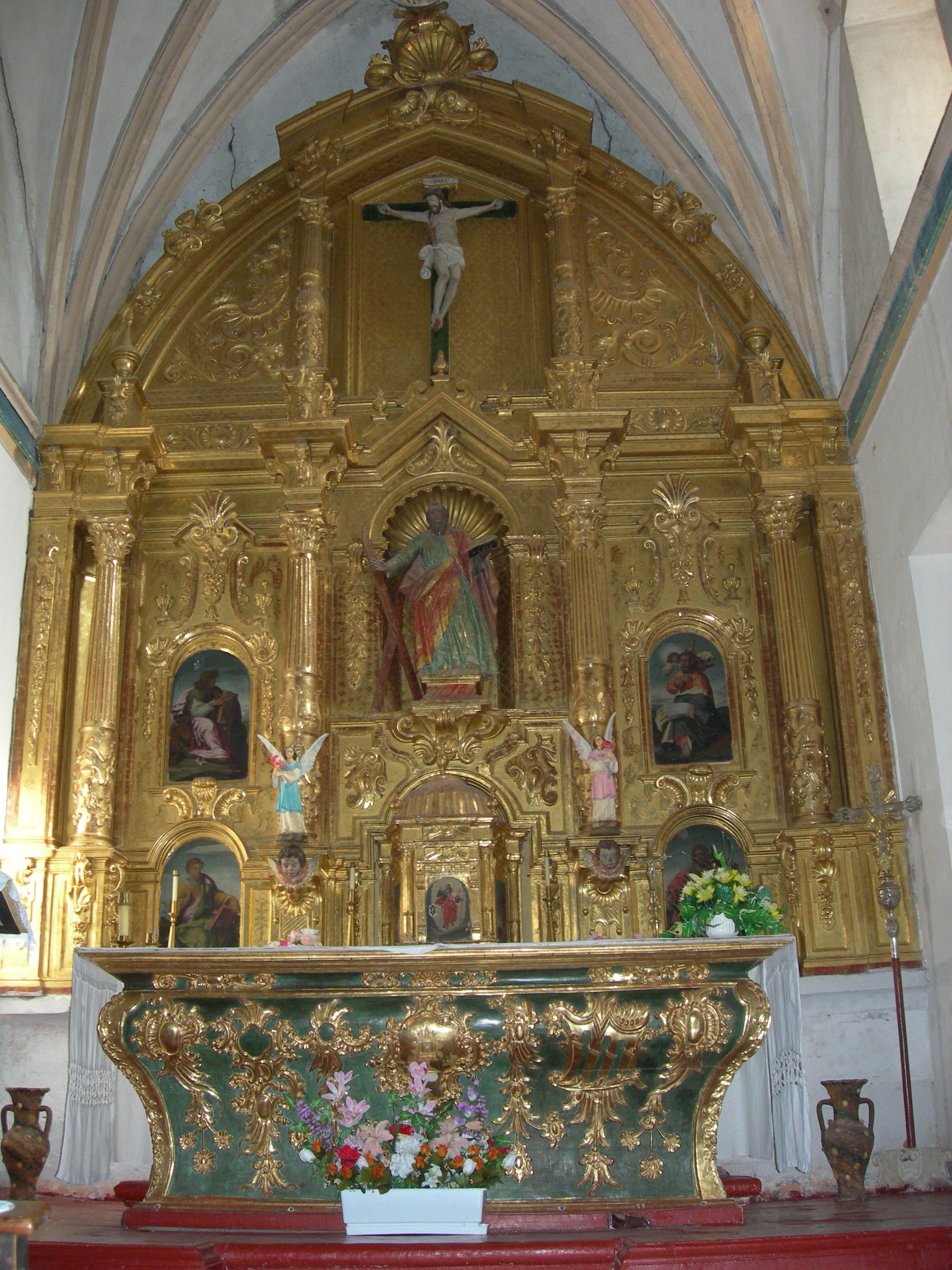
Retablo de la Iglesia de Saraso.

Iglesia de San Andrés, con elementos románicos del siglo XII. El elemento de mayor interés es su portada. Tiene tímpano liso, cinco arquivoltas apuntadas y tres pares de columnas. Lo curioso es que las jambas que se sitúan entre las columnas también están encapiteladas por lo que la superficie esculpida alcanza los diez capiteles. 
En ellos hay una gran figuración: Sansón desquijando el león, escenas de caza y el más curioso que muestra a San Pedro, crucificado boca abajo. 
Otro elemento interesante de esta puerta de Saraso es la pareja de mochetas que soportan el tímpano. Una de ellas lleva una cabeza humana que se echa las manos a la boca y en la otra, aparece una cabeza monstruosa
En parte central de la población hay fuente-abrevadero y lavadero cubierto

## Webs
- Información sobre la iglesia románica de Saraso
- Información en la web de la Diputación de Burgos
- IDECyL, Infraestructura de Datos Espaciales de la Junta de Castilla y León
- Transcripción diccionario Geográfico Madoz 1850